# From Under the Cork Tree
From Under the Cork Tree ist das zweite Studioalbum der US-amerikanischen Rockband Fall Out Boy. Es erschien am 3. Mai 2005 bei Island Records und war somit das erste Album der Band bei einem Major-Label.

## Entstehung
Die Arbeiten an dem Album begannen Ende 2004, als die Band zusammen nach Burbank in Kalifornien zog, um gemeinsam an den Songs zu arbeiten. Die Arbeitszeit wurde immer wieder von Zweifeln unterbrochen, so dass die Band kurz vor Beginn der Aufnahmen noch acht weitere Songs schrieben, darunter auch Sugar, We’re Goin’ Down, die erfolgreichste Single des Albums. Alle Texte wurden von Pete Wentz geschrieben, Patrick Stump komponierte die Musik. Die Aufnahmen selber dauerten von November 2004 bis Januar 2005.
Im Februar 2005 versuchte der Bassist Pete Wentz sich mit einer Überdosis Ativan das Leben zu nehmen. Dies verhalf dazu, dass die Band in den Medien bekannter wurde. Das Album selber erschien am 3. Mai 2005 in Nordamerika, eine Woche später erschien es ebenfalls im deutschsprachigen Raum.
Der Name From Under the Cork Tree leitet sich von dem Kinderbuch Ferdinand, der Stier (englisch The Story of Ferdinand) ab. In dem Buch geht es um den Stier Ferdinand, der anstatt in der Arena beim Stierkampf anzutreten, lieber unter einer Korkeiche (englisch cork tree) auf einer Wiese sitzt und die Blumen beschnuppert.

## Titelliste
1. Our Lawyer Made Us Change the Name of This Song So We Wouldn’t Get Sued – 3:08
2. Of All the Gin Joints in All the World – 3:11
3. Dance, Dance – 3:00
4. Sugar, We’re Goin’ Down – 3:49
5. Nobody Puts Baby in the Corner – 3:20
6. I’ve Got a Dark Alley and a Bad Idea That Says You Should Shut Your Mouth (Summer Song) – 3:10
7. 7 Minutes in Heaven (Atavan Halen) – 3:02
8. Sophmore Slump or Comeback of the Year – 3:23
9. Champagne for My Real Friends, Real Pain for My Sham Friends – 3:23
10. I Slept with Someone in Fall Out Boy and All I Got Was This Stupid Song Written About Me – 3:31
11. A Little Less Sixteen Candles, a Little More “Touch Me” – 2:48
12. Get Busy Living or Get Busy Dying (Do Your Part to Save the Scene and Stop Going to Shows) – 3:27
13. XO – 3:40

## Rezeption

### Kritiken
Die Meinung der Musikkritiker fiel sehr unterschiedlich aus, meistens erreichte das Album aber nur durchschnittliche Bewertungen.
Plattentests.de vergibt 6 von 10 Punkten. Kritiker Jochen Gedwien meint, dass das Album gut durchhörbar, dafür aber manchmal ziemlich gesichtslos sei. Positive Gesichtspunkte sind seiner Meinung nach die vielen Details des Albums und die Track Dance, Dance und XO. Die langen Songnamen und der damit verbundene geringe Wiedererkennungswert sind seiner Meinung nach die negativen Aspekte.
Auf laut.de erhält das Album nur 2 von 5 Sternen. Nach Ansicht von Kritiker Mathias Möller wird das Album mit zunehmender Spieldauer immer langweiliger. Von der Produktion her sieht er das Album auf einem guten Niveau und auch Dance, Dance wird von ihm gelobt. Allerdings meint er, dass man sich an das Album nicht lange erinnern wird und dass sich Fall Out Boy gegen künstlerische Qualität und für die Massentauglichkeit entschieden habe.
Johnny Loftus von allmusic.com ist völlig anderer Meinung. Er vergibt dem Album 4,5 von 5 Sternen, außerdem wird es von Allmusic als Albumtipp gelistet. Er schreibt, dass Fall Out Boy mit diesem Album aus dem Sommer nicht mehr herauszudenken seien.

### Auszeichnungen bei Musikpreisen
- Kerrang! Awards
  - Bestes Video für Sugar, We’re Goin’ Down[8]
- MTV Video Music Awards
  - MTV2 Award 2005 für Sugar, We’re Goin’ Down[9]
  - Viewers Choice Award 2006 für Dance, Dance[10]
- MuchMusic Video Award
  - People’s Choice: Favorite International Group 2006 für Dance, Dance[11]

## Kommerzieller Erfolg

### Chartplatzierungen
From Under the Cork Tree ist das erste Album der Band, das sich in den Albumcharts platzieren konnte. Dies geschah unter anderem in den USA mit Platz 9, in Großbritannien mit Platz 12 und in Kanada mit Platz 7.
Die erste Single, Sugar, We’re Goin’ Down, platzierte sich in den USA und in Großbritannien auf Platz 8, Dance, Dance erreichte in den USA Platz 9 und in Großbritannien Platz 8. Die letzte Singleauskopplung A Little Less Sixteen Candles, a Little More “Touch Me” stieg in Großbritannien auf Platz 38 und in den USA auf Platz 65 ein.
| ChartsChartplatzierungen       | Höchstplatzierung | Wochen |
| ------------------------------ | ----------------- | ------ |
| Vereinigte Staaten (Billboard) | 9 (79 Wo.)        | 79     |
| Vereinigtes Königreich (OCC)   | 12 (36 Wo.)       | 36     |

| ChartsJahrescharts (2005)      | Platzierung |
| ------------------------------ | ----------- |
| Vereinigte Staaten (Billboard) | 53          |

### Auszeichnungen für Musikverkäufe
| Land/Region                  | Auszeichnungen für Musikverkäufe (Land/Region, Auszeichnung, Verkäufe) | Verkäufe  |
| ---------------------------- | ---------------------------------------------------------------------- | --------- |
| Kanada (MC)                  | 2× Platin                                                              | 200.000   |
| Neuseeland (RMNZ)            | Platin                                                                 | 15.000    |
| Vereinigte Staaten (RIAA)    | 2× Platin                                                              | 2.000.000 |
| Vereinigtes Königreich (BPI) | Platin                                                                 | 300.000   |
| Insgesamt                    | 6× Platin ·                                                            | 2.515.000 |